# Emil Zimmermann (Generalleutnant)
Emil Zimmermann (* 29. November 1876 in Stuttgart; † 7. September 1952 in Villingen im Schwarzwald) war ein deutscher Generalleutnant.

## Leben
Emil Zimmermann wurde als  Sohn des Majors a. D. Jakob Zimmermann und dessen Ehefrau Friederike Sofie Kauffmann geboren.
Nach seiner Schulausbildung trat Zimmermann am 1. Juli 1894 als Fahnenjunker in das Grenadier-Regiment „Königin Olga“ Nr. 119 der Württembergischen Armee ein. Dort blieb er, zuletzt Führer der 5. Kompanie, bis zum Herbst 1902, als er zum Bezirkskommando Calw kommandiert wurde. Am 18. Oktober 1895 war er zum Leutnant befördert worden.
Zur weiteren Ausbildung absolvierte Zimmermann ab Oktober 1904 für drei Jahre die Preußische Kriegsakademie in Berlin und war anschließend in der 1. Kompanie seines Stammregiments tätig. 1908 zum Großen Generalstab kommandiert, wurde er Mitte des Jahres 1910 Chef der 9. Kompanie im Füsilier-Regiments „Kaiser Franz Josef von Österreich, König von Ungarn Nr. 122“. Im April 1912 wurde er in das Württembergische Kriegsministerium beordert.
Während des Ersten Weltkriegs wurde Zimmermann am 22. März 1915 zum Major befördert und kehrte zum Füsilier-Regiment zurück. Er war in der Folgezeit 1916 auf dem Balkan, in Galizien und Kurland eingesetzt. 1917 wurde der Militärverband an die Westfront verlegt und nahm auch an der Schlacht um Verdun teil. Neben beiden Klassen des Eisernen Kreuzes wurde Zimmermann mit dem Ritterkreuz des Königlich Hausordens von Hohenzollern mit Schwertern ausgezeichnet.
Nach dem Krieg wurde er 1919/20 als Major in das 200.000 Mann-Übergangsheer übernommen und bei der Bildung des 100.000 Mann Heeres im Reichswehrministerium verwendet. Zum 1. Oktober 1920 zum Oberstleutnant befördert, übernahm er als Kommandeur das II. Bataillon im Infanterie-Regiment 13. Zum 1. Oktober 1923 wurde er Kommandant von Glogau und am 1. April 1924 erhielt Zimmermann den Charakter als Oberst und war bei der Kommandantur des Truppenübungsplatzes Grafenwöhr tätig. Am 30. April 1927 wurde er aus dem aktiven Dienst in der Reichswehr verabschiedet.
Zum 1. Oktober 1934, als die Reichswehr zur Wehrmacht erweitert wurde, kam Zimmermann in das Heer zurück und wurde am 1. Oktober 1935 zum Inspekteur der Wehrersatzinspektion Mannheim ernannt und zeitgleich zum Generalmajor ernannt. Am 1. Oktober 1937 wurden ihm die Charakter als Generalleutnant verliehen, schied am 30. April 1939 abermals aus dem Dienst der Wehrmacht aus. Nach der Mobilmachung anlässlich des Zweiten Weltkriegs im Sommer 1939 trat er wieder in das Heer ein und wurde zum 1. Dezember 1939 zum Kommandeur der Landesschützen-Division 431 ernannt. Der Division unterstanden sechs Landesschützenbataillone, welche ab Oktober 1940 im Bereich Litzmannstadt Kriegsgefangenenlager bewachten. In dieser Position wurde er zum 1. April 1941 zum Generalleutnant z. V. befördert. Am 1. Oktober 1941 gab er sein Kommando ab und wurde in die Führerreserve versetzt. Am 31. Oktober 1941 wurde seine Mobilmachungsverwendung aufgehoben.